# تشارلز لوسيان لامبرت
تشارلز لوسيان لامبرت (بالإنجليزية: Charles Lucien Lambert)‏ هو ملحن أمريكي، ولد في 1828 في نيو أورلينز في الولايات المتحدة، وتوفي في 1896.

## وصلات خارجية
- تشارلز لوسيان لامبرت على موقع ميوزك برينز (الإنجليزية)
- تشارلز لوسيان لامبرت على موقع أول ميوزيك (الإنجليزية)
- تشارلز لوسيان لامبرت على موقع ديسكوغز (الإنجليزية)